# Apeadero de Triana
El Apeadero de Triana fue una plataforma ferroviaria de la Línea de Leixões, que servía a la localidad de Triana, en el ayuntamiento de Gondomar, en Portugal.

## Historia
Este apeadero se encontraba en el tramo entre las Estaciones de Contumil y Leixões de la Línea de Leixões, que abrió a la explotación el 18 de septiembre de 1938.
En noviembre de 1940, esta plataforma, con la categoría de apeadero, ya había sido cerrada.